# Utopia (트래비스 스콧의 음반)
《Utopia》는 2023년 7월 28일에 발매된 미국의 래퍼이자 가수 트래비스 스콧의 네 번째 정규 앨범이다. 2020년 10월 5일 트래비스 스콧이 자신의 SNS에 음반의 제목을 게재하였다. 이 프로젝트는 스콧이 올린 암호화된 메시지를 통해 2020년 늦은 여름부터 처음 그 모습을 드러냈고, 맥도날드와 협업을 하여 상품이나 새로운 음악을 통해 홍보를 하였다.
이 음반에는 영 서그, M.I.A., 퓨처의 피처링이 들어있다. 또한 음반의 싱글인 〈Highest in the Room〉과 〈Franchise〉 모두 빌보드 핫 100에서 1위를 하였다.

## 배경
2020년 8월 3일 《Astroworld》의 발매 2주년 기념에서, 스콧은 트위터와 인스타그램을 통해 네 번째 정규 음반의 제목을 발표하였다.